# Jormundgand
Jormundgand – pierwszy album studyjny zespołu muzycznego Helheim. Nagrany w Grieghallen Studio w 1995 roku. 

## Lista utworów
1. „Jormundgand” – 7:47
2. „Vigrids Vård” – 8:14
3. „Nidr Ok Nordr Liggr Helvegr” – 4:28
4. „Gravlagt I Eljudne” – 8:45
5. „Svart Visdom” – 9:06
6. „Jotnevandring” – 2:26
7. „Nattravnens Tokt” – 5:10
8. „Galder” – 3:15 (utwór bonusowy)[1]

## Twórcy
- Hrymr – perkusja, instrumenty klawiszowe
- V'gandr – gitara basowa, śpiew
- H'grimnir – gitara klasyczna, wokal wspierający